# Špičák (berg i Tjeckien, lat 50,93, long 14,65)
Špičák är ett berg i Tjeckien. Det ligger i den norra delen av landet, 90 km norr om huvudstaden Prag. Toppen på Špičák är 544 meter över havet, eller 189 meter över den omgivande terrängen. Bredden vid basen är 3,5 km.
Terrängen runt Špičák är platt norrut, men söderut är den kuperad.Runt Špičák är det ganska tätbefolkat, med 120 invånare per kvadratkilometer. Närmaste större samhälle är Varnsdorf, 2,8 km sydväst om Špičák. Omgivningarna runt Špičák är en mosaik av jordbruksmark och naturlig växtlighet.